# 意大利餃

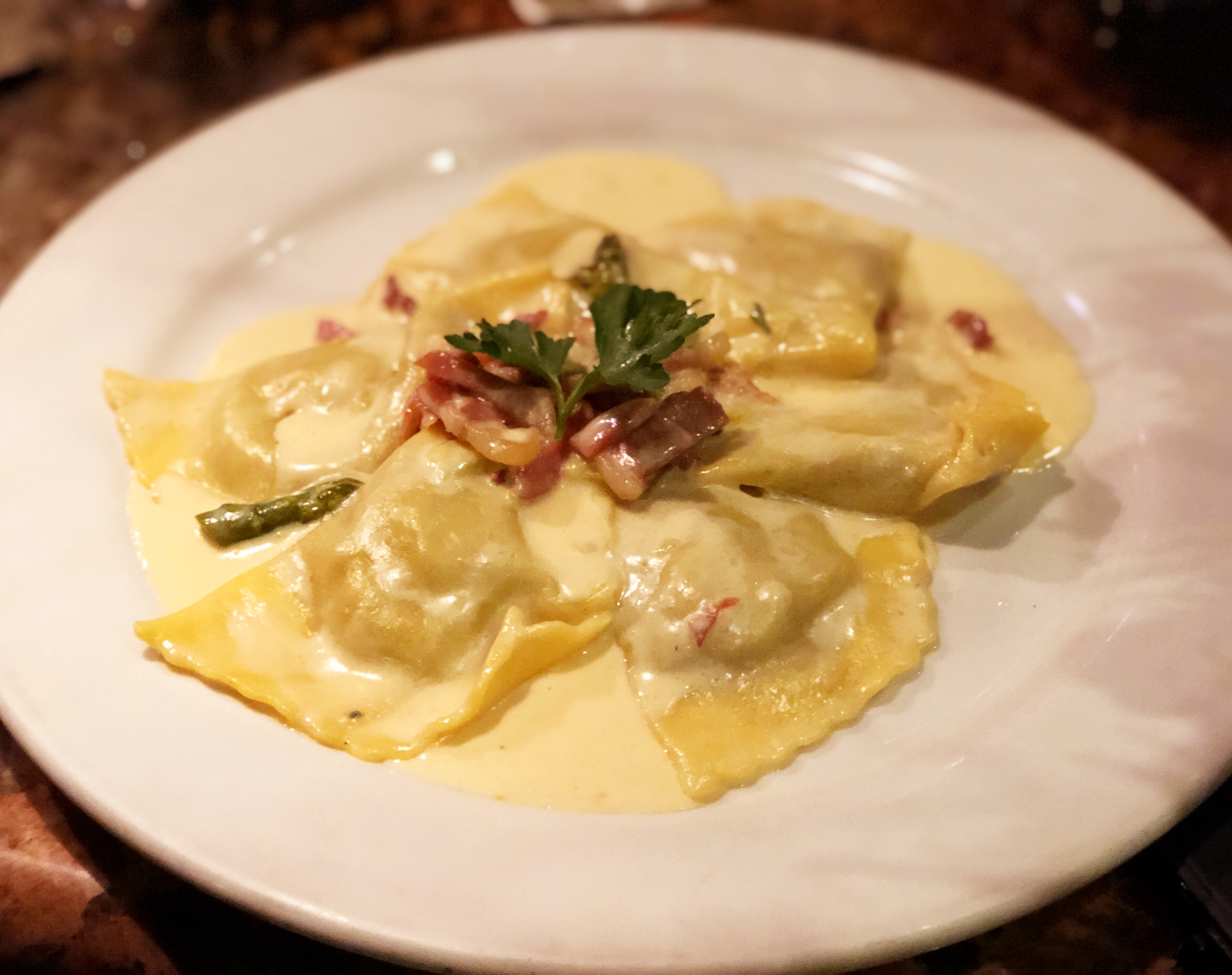
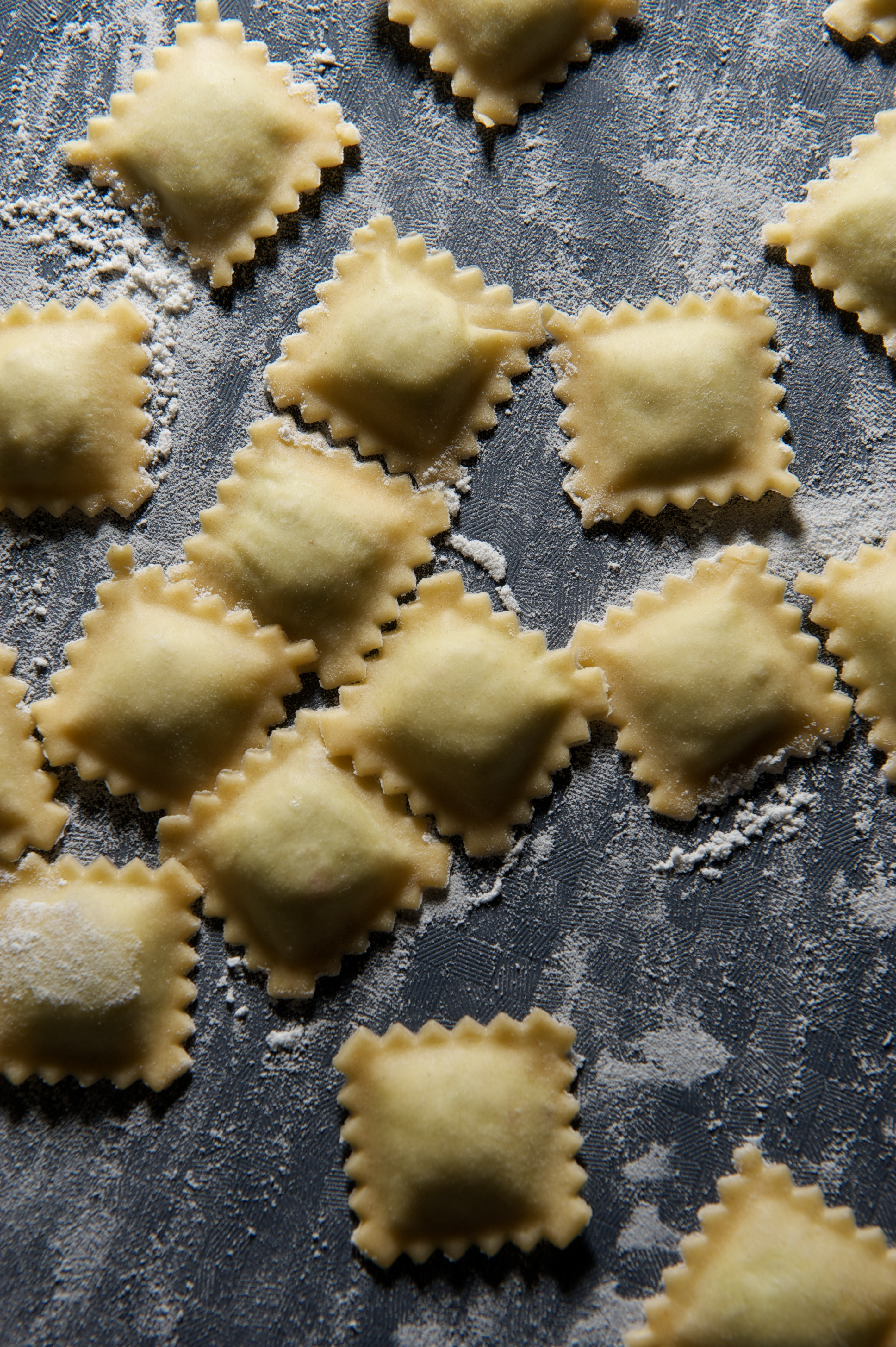
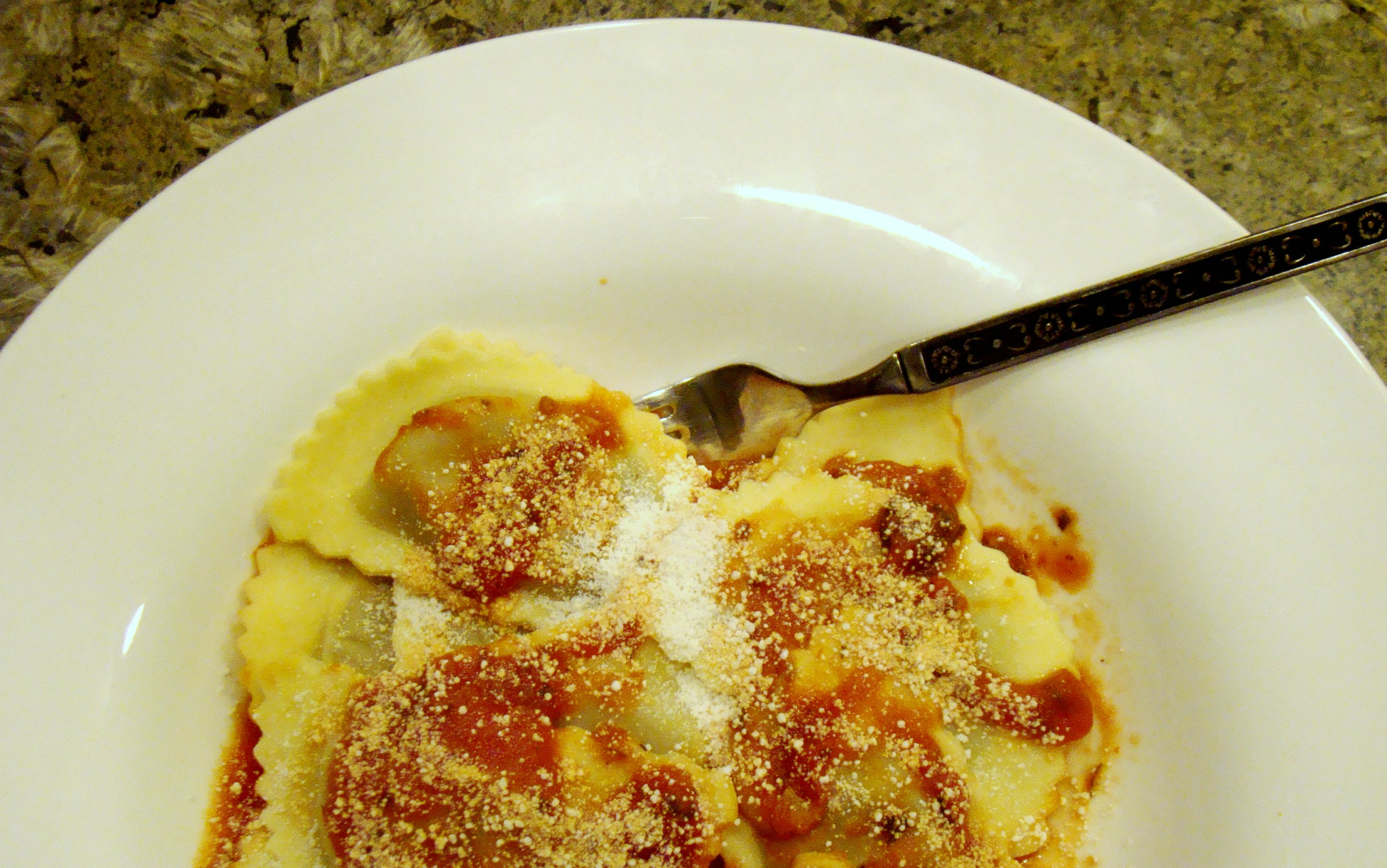
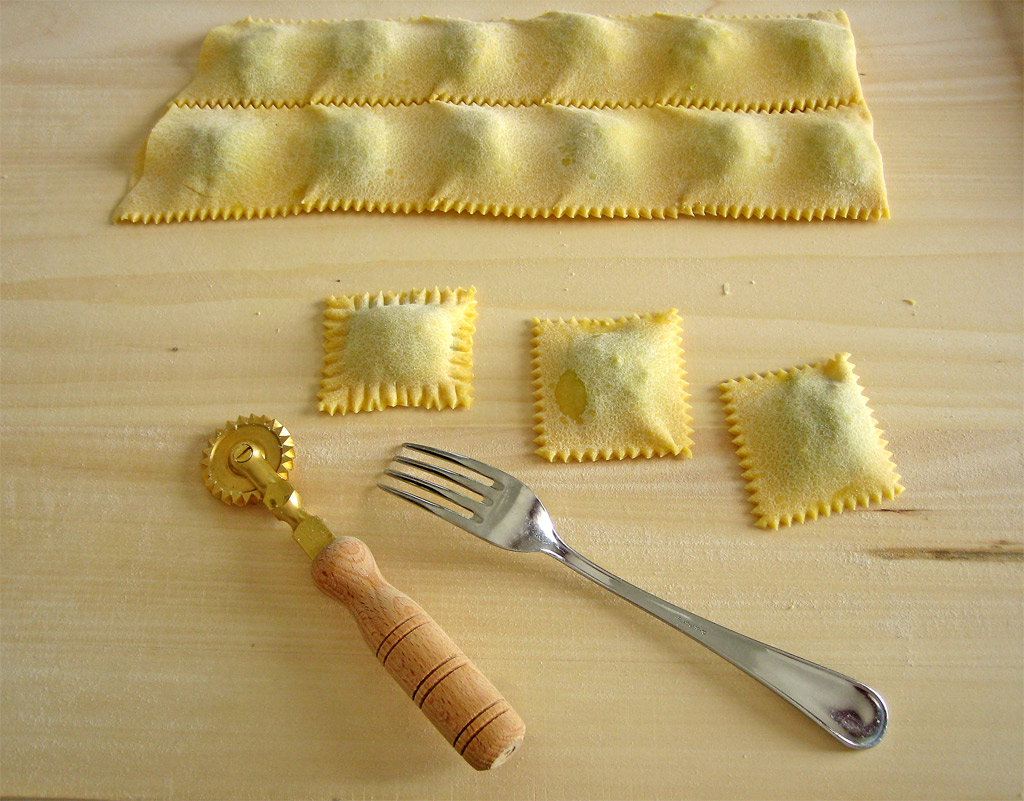

意大利餃（意大利语：Ravioli）一種傳統的意大利麵食，以麵皮做成袋狀，然後將肉類或蔬菜包起，再放入熱水中煮。
意大利餃通常都是正方形，像一個扁平的枕頭。也有些會被製成圓形、窄卷條狀或闊圓環狀。意大利餃在意大利不同地區還有其他別稱，好比說在皮蒙特稱為小羊（agnellotto）、在艾米利亚-罗马涅地區則稱為小帽子（cappelletto）。 據說意大利餃的作法中，熱內亞式最為正宗，當地的做法較能顯出食材的原味。
麵皮材料與一般意式麵食無異，主要以麵粉、雞蛋和水製成，有時也會加入番茄汁或菠菜汁增添顏色。內餡材料一般為火腿、羅勒葉、牛柳和帕馬森乾酪，有時也會使用雞肉、檸檬皮和蛋黃，內餡的重點是蔬菜的比例必須比其他配料高。通常伴以醬汁或肉丸進食，醬汁可以是牛肉醬、橄欖油、洋蔥、大蒜、迷迭香、紅酒或番茄為底的醬料做成。

## 參看
- 餃子
- 玉棋
- 德國餛飩

1. ↑  .   [2024-09-16]. （原始内容存档于2025-02-11）.